# Phareas coeleste
Phareas coeleste är en fjärilsart som beskrevs av John Obadiah Westwood 1852. Phareas coeleste ingår i släktet Phareas och familjen tjockhuvuden. Inga underarter finns listade i Catalogue of Life.